# フリスト・ズラタノフ
フリスト・ズラタノフ（Hristo Zlatanov, 1976年4月21日 - ）は、イタリアの元男子バレーボール選手。ブルガリア・ソフィア出身。ポジションはウイングスパイカー。元イタリア代表。

## 来歴
父・ディミタル・ズラタノフは、1980年モスクワオリンピックで銀メダルを獲得した、元ブルガリア代表のバレーボール選手。2歳の時に祖国ブルガリアから移住し、イタリア国籍を取得した。
1997年5月17日、ローマで行われたワールドリーグ・ユーゴスラビア戦で代表デビューを飾り、イタリア代表として通算142試合に出場。選手層の厚いナショナルチームの中では、なかなか大きな国際大会で起用されなかったが、北京オリンピックバレーボール世界最終予選に再招集され出場。最上位枠の出場権獲得を目指すチームの原動力となって活躍し、代表11年目にして初のオリンピックへの切符を勝ち取り、2008年北京オリンピックに出場した。
2003年からセリエAのピアチェンツァに所属。2007-08年欧州チャンピオンズリーグではクラブの準優勝に貢献するとともに、ベストスコアラー賞を受賞した。2009年、ピアチェンツァのリーグ初優勝に貢献した。

## 球歴
ナショナルチーム代表歴
- オリンピック - 2008年（4位）
- 世界選手権 - 2002年（5位）
- ワールドリーグ - 1997年、1999年（優勝）、2003年（3位）、2002年（4位）

クラブチーム優勝歴
- セリエA1 - 2009年
- CEVカップ - 1999年
- トップチームズカップ - 2006年

## 所属クラブ
- ミラン・バレー （1993-1994年）
- ポルト・ラヴェンナ・バレー （1994-1996年）
- ローマ・バレー （1996-1998年）
- パレルモ・バレー （1998-2000年）
- アシステル・ミラノ （2000-2003年）
- パッラヴォーロ・ピアチェンツァ（2003-2017年）